# 라돔스코

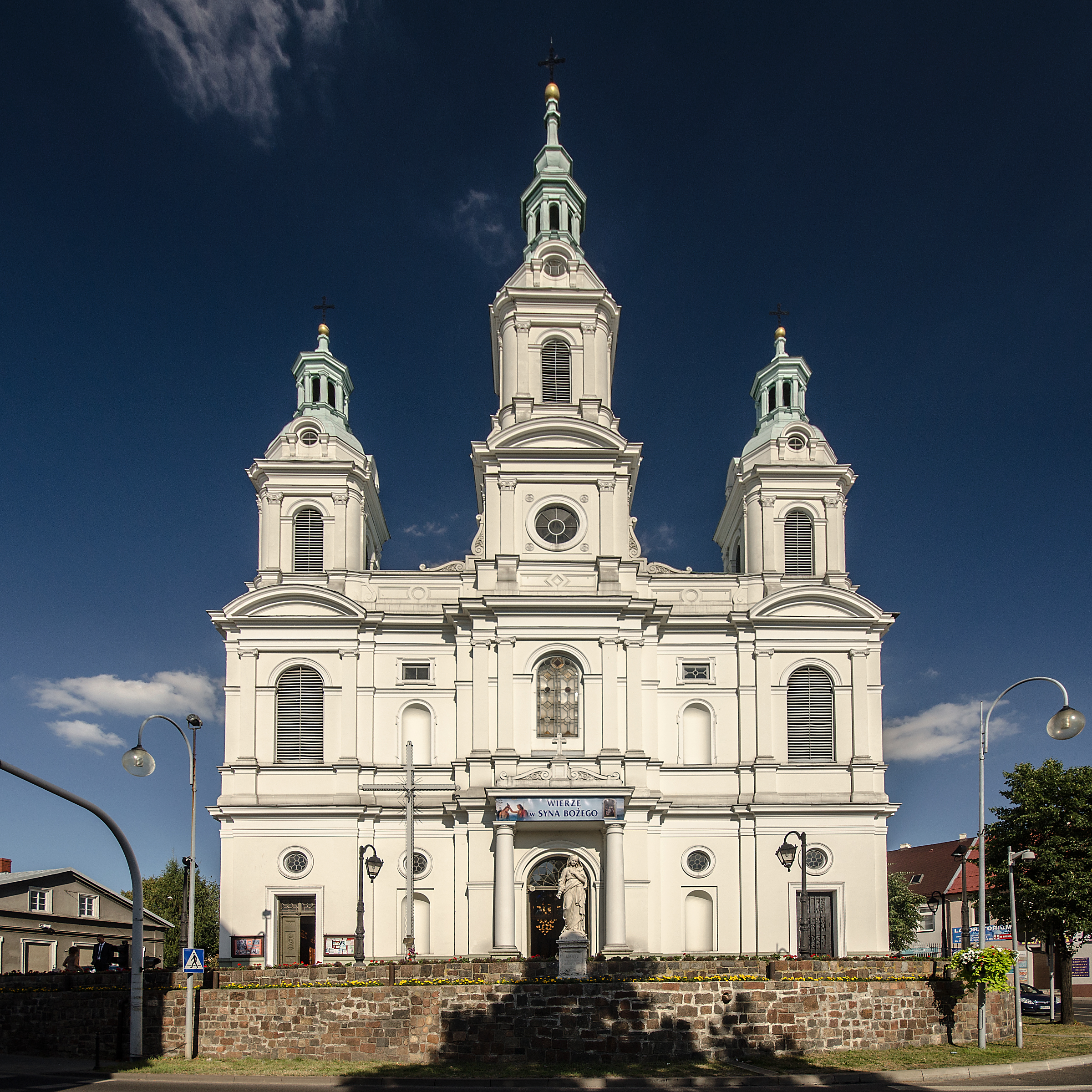
성 람베르트 교회

라돔스코(폴란드어: Radomsko)는 폴란드 중부 우치주에 위치한 도시로, 면적은 62.01km2, 인구는 49,152명(2006년 기준), 인구 밀도는 790명/km2이다.

시기
시 문장

## 출신 인물
- 브와디스와프 레이몬트: 작가, 노벨 문학상 수상자

## 자매 도시
- 헝가리 머코
- 영국 링컨
- 우크라이나 보즈네센스크